# CD Travadores

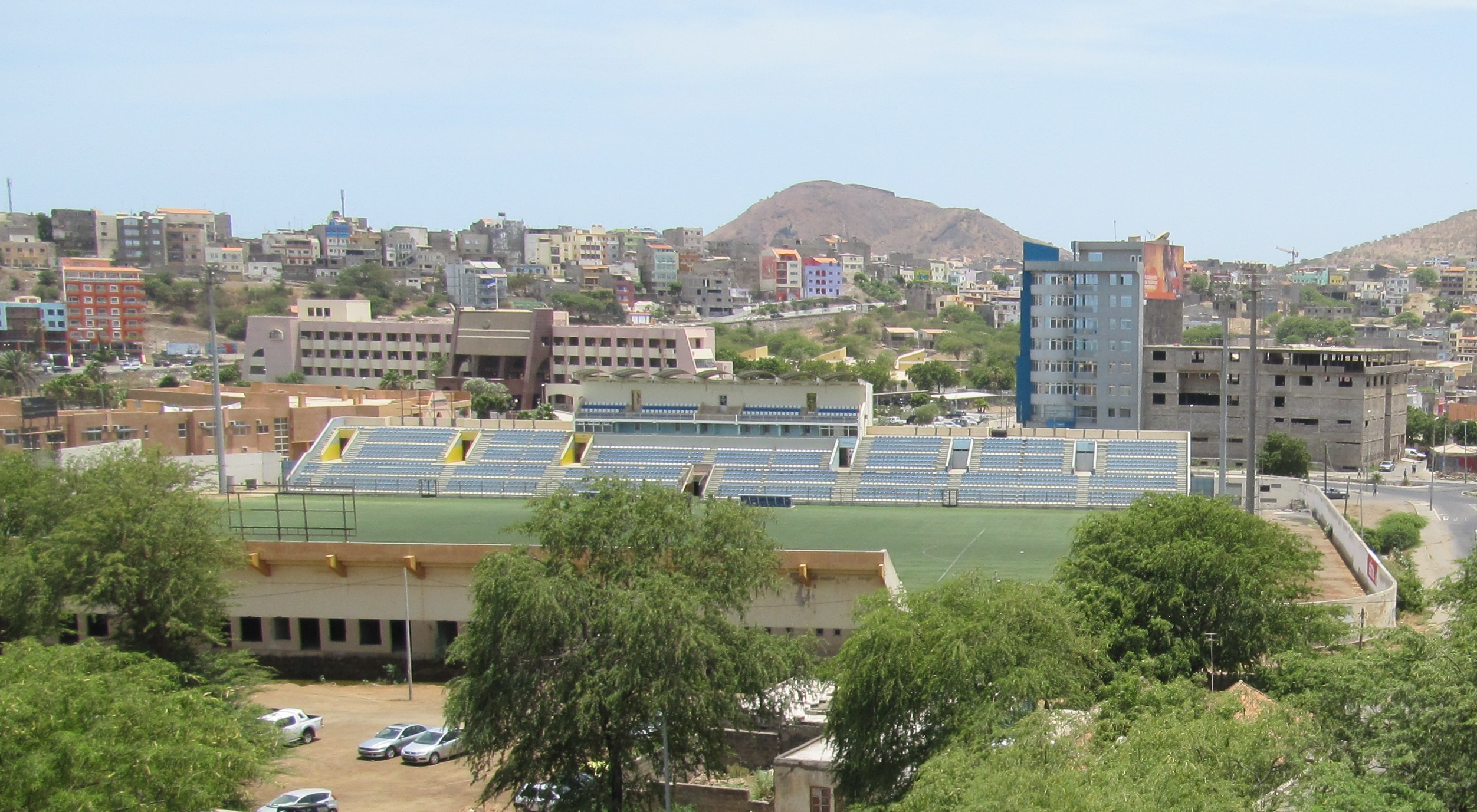
Estádio da Várzea

CD Travadores is een Kaapverdische voetbalclub uit de hoofdstad Praia. De club was vooral succesvol in de jaren 90 toen twee landstitels behaald werden. De club speelt in de Santiago Island League en de kampioen kan deelnemen aan de eindronde om de Kaapverdische landstitel. Travadores deelt het stadion met andere grote clubs, Académica Praia, FC Boavista en Sporting Praia.

## Erelijst
Kaapverdisch voetbalkampioenschap
1972, 1974, 1994, 1996
Voetbalkampioenschap van Santiago
1994, 1996
Voetbalkampioenschap van Santiago (Zuid)
2003
Beker van Santiago (Zuid)
2013